# Homoneura whitneyi
Homoneura whitneyi är en tvåvingeart som beskrevs av Charles Howard Curran 1936. Homoneura whitneyi ingår i släktet Homoneura och familjen lövflugor. Inga underarter finns listade i Catalogue of Life.